# Journal of Experimental Psychology
Journal of Experimental Psychology est une revue de psychologie évaluée par les pairs créée en 1916 par l'Association américaine de psychologie. Elle est ultérieurement renommée Journal of Experimental Psychology: General.

## Présentation
La revue présentait des articles relatifs à la psychologie expérimentale. À partir de 1975, trois sections indépendantes ont en sont issues tandis qu'une section additionnelle a été ajoutée en 1995. 

## Historique
Le premier numéro de la revue est publié par la Psychological Review Company, Princeton (New Jersey).
Les revues suivantes sont actuellement publiées en tant que sections indépendantes éditées et distribuées de l'ancien Journal of Experimental Psychology :
- Journal of Experimental Psychology: General
- Journal of Experimental Psychology: Learning, Memory and Cognition
- Journal of Experimental Psychology: Human Perception and Performance (en)
- Journal of Experimental Psychology: Animal Learning and Cognition (en)
- Journal of Experimental Psychology: Applied (en)